# بومرداس (تونس)
بو مرداس هي بلدة وبلدية تابعة لولاية المهدية في تونس. بلغ عدد سكانها نسمة اعتبارًا من عام 2004 ما يقارب 11829 نسمة.